# علی رحمانی
علی رحمانی، نخستین مدیرعامل شرکت بورس اوراق بهادار تهران (۱۳۸۷–۱۳۸۵)، از مؤسسان و نخستین رئیس انجمن حسابرسان داخلی ایران (از ۱۳۹۱ تا کنون) و عضو هیئت علمی (استاد تمام) حسابداری و معاون اداری و مالی دانشگاه الزهرا (هم‌اکنون)، از دانشگاهیان سرشناس حسابداری ایران است. وی در سال ۱۳۹۱ شرکت مشاور سرمایه‌گذاری نیکی گستر را به عنوان پنجمین - و یکی از ۹ - شرکت مشاور سرمایه‌گذاری تحت نظارت سازمان بورس و اوراق بهادار ایران تأسیس کرد؛ و از آن هنگام تا کنون، رئیس هیئت مدیره و بزرگ‌ترین سهامدار آن شرکت است.

## تحصیلات
- کارشناسی حسابداری، دانشگاه مازندران، بهمن ۱۳۶۶.
- کارشناسی ارشد حسابداری، دانشگاه تهران، تیر ۱۳۷۲.
- دکتری حسابداری، دانشگاه علامه طباطبایی، اردیبهشت ۱۳۸۲.[۵][۶][۷]

## نقش‌های برجسته
- نخستین مدیرعامل و مهم‌ترین مؤسس شرکت بورس اوراق بهادار تهران پس از تصویب قانون بازار اوراق بهادار جمهوری اسلامی ایران (۱ آذر ۱۳۸۴، مجلس شورای اسلامی) (۱۳۸۷–۱۳۸۵)،
- عضو هیئت مؤسسان و نخستین رئیس هیئت مدیره انجمن حسابرسان داخلی ایران (از تیر ۱۳۹۱ تا کنون)،
- عضو هیئت مؤسسان و عضو نخستین هیئت مدیره انجمن حسابداری مدیریت ایران (از شهریور ۱۳۹۱ تا کنون)
- استاد حسابداری و مدیر گروه حسابداری دانشگاه الزهرا (هم‌اکنون)،
- مدیرعامل و رئیس هیئت مدیره شرکت مشاور سرمایه‌گذاری نیکی گستر (ثبت‌شده نزد سازمان بورس و اوراق بهادار، ۱۰۸۹۳) (از ۱۳۹۰ تا کنون)،
- عضو گروه کارشناسی تدوین استانداردهای حسابداری در سازمان حسابرسی (۱۳۸۵–۱۳۸۱).[۱][۲][۳][۴][۵][۶][۷][۸][۹]
- کارشناس رسمی دادگستری در رشته حسابداری و حسابرسی

## عضویت در انجمن‌های علمی و حرفه‌ای
- عضو پیوسته انجمن حسابداری ایران
- عضو انجمن حسابداران خبره ایران
- عضو انجمن حسابرسان داخلی ایران (رئیس هیئت مدیره)
- عضو انجمن حسابداری مدیریت ایران (عضو هیئت مدیره)
- عضو انجمن حسابداری اروپا
- عضو انجمن حسابداری آمریکا
- عضو انجمن مدیران مالی بین‌المللی[۱][۲][۵][۶][۷]

## تالیفات
از علی رحمانی بیش از ۱۸۰ مقاله علمی-پژوهشی، علمی-ترویجی و مروری در مجلات دانشگاهی، حرفه‌ای و دیگر نشریات منتشر شده است.

## جوایز و افتخارات
- کسب جایزه دانشجوی نمونه دکتری (۱۳۸۲).
- جایزه پژوهشگر برتر دکتری دانشگاه علامه طباطبایی (۱۳۸۲)
- پژوهشگر منتخب گروه حسابداری دانشگاه الزهرا (۱۳۸۸)[۵][۶][۷]